# František Peter
František Peter (* 25. února 1945) byl slovenský a československý politik, po sametové revoluci poslanec Sněmovny národů Federálního shromáždění za VPN, později za nástupnický subjekt ODÚ-VPN.

## Biografie
Ve volbách roku 1990 byl zvolen za VPN do slovenské části Sněmovny národů (volební obvod Západoslovenský kraj). Po rozkladu VPN v roce 1991 nastoupil do poslaneckého klubu jedné z nástupnických formací ODÚ-VPN. Ve Federálním shromáždění setrval do voleb roku 1992.
V roce 1995 se zmiňuje jako signatář veřejných výzev Demokratické strany.